# 灰金合欢
灰金合欢（学名：Acacia glauca）是豆科金合欢属的植物。分布于西印度群岛以及中国大陆的福建等地，目前已由人工引种栽培。